# Simon Le Bon
Pour les articles homonymes, voir Le Bon.
Simon Le Bon, né le 27 octobre 1958 dans le comté de Hertfordshire en Angleterre, est un chanteur et musicien anglais. Il est principalement connu pour être le chanteur du groupe Duran Duran et du groupe Arcadia (fondé avec Nick Rhodes et Roger Taylor, deux autres membres de Duran Duran).

## Biographie
Simon John Charles Le Bon est le premier fils de John Le Bon et Ann-Marie. Il a deux jeunes frères, David et Jonathan. Sa mère encourage très tôt ses penchants artistiques lorsqu'à l'âge de six ans elle le pousse à passer le casting pour une publicité télévisée de la marque Persil. Il est engagé et tourne ainsi plusieurs spots.
En parallèle à la publicité, il est également membre de la chorale de l'église de sa ville. Il fréquente ensuite l'école Pinner County Grammar School, la même où Elton John a étudié quelques années plus tôt. Il travaille ensuite au théâtre et apparaît dans quelques pièces.
En 1978, il part travailler dans un kibboutz dans le désert de Néguev en Israël puis retourne en Angleterre pour apprendre l'art dramatique à l'Université de Birmingham, avant de rencontrer les membres de Duran Duran.
En 1985, alors que le succès du groupe Duran Duran lui a apporté une très confortable aisance financière, Simon Le Bon commandite (en copropriété) la construction d'un voilier de course au large de 77 Pieds (environ 25 mètres) baptisé Drum, dessiné par l'architecte en vogue Ron Holland.
Le Bon prévoit de participer à la course autour du monde en équipage (la célèbre Whitbread race) et commence par "rôder" le bateau flambant neuf dans la course du Fastnet 1985. Le temps en mer d'Irlande s'avère inclément et la quille du voilier, durement mené en course, casse net au ras de la coque, entraînant un chavirage. Simon Le Bon et quatre autre équipiers, restés à l'intérieur manquent de se noyer . Une poche d'air providentielle leur permet de tenir jusqu'à l'arrivée d'un plongeur sauveteur largué par un hélicoptère de la Royal Navy. Renfloué et réparé en un temps record, Drum sera au départ de la Course autour du Monde (Le Bon est à bord pour les deux dernières étapes) mais ne gagnera pas (classé 3°), la victoire en temps réel allant au skipper suisse Pierre Fehlmann et le classement en temps compensé couronnera le voilier français L'esprit d'équipe skippé par Lionel Péan. Mis en goût, Le Bon continuera à pratiquer la voile , en course et en croisière.

### Les débuts de Duran Duran
Duran Duran a été fondé par les amis d'enfance John Taylor et Nick Rhodes avec le chanteur Stephen Duffy en 1978, mais ce dernier le quitte rapidement en 1979.
Le groupe cherche alors un chanteur. La petite amie de Le Bon de l'époque, Fiona Kemp, est une barmaid au Rum Runner, un nightclub où Duran Duran chante parfois. Elle leur présente Simon Le Bon en mai 1979. Mais Simon Le Bon n'est pas tenté et préfère passer des castings. Cependant lorsqu'il découvre les quelques titres déjà enregistrés par le groupe, il commence à réfléchir pour adapter certains de ses poèmes sur les musiques. Au départ, il ne pense pas rester longtemps avec eux mais le groupe démarre une petite tournée entre Birmingham, Londres et Nottingham puis une tournée nationale en première partie de Hazel O'Connor. En décembre, le groupe signe un contrat avec la major EMI Group.
Ils sortent leur premier album studio en juin 1981, l'homonyme Duran Duran. Ils deviennent ainsi des fervents représentant du mouvement des Nouveaux Romantiques. Suivront ensuite les albums à succès Rio (1982), Seven and the Ragged Tiger (1983) puis l'album live Arena (1984). Le groupe bénéficie de campagnes de promotion assez importantes et part en tournée mondiale pour chaque album. Courant 1984, le groupe fait une petite pause.
En 1985, peu avant la reformation du groupe, Le Bon forme Arcadia avec Nick Rhodes et Roger Taylor. Ils rencontrent un bon succès avec le single "Election Day" puis avec l'album So Red The Rose. Sur ce projet, le trio collabore notamment avec David Gilmour, Herbie Hancock, Grace Jones et Sting.

### Premiers départs dans le groupe
Roger Taylor et Andy Taylor quittent ensuite le groupe. Le Bon, Rhodes et John Taylor enregistrent cependant deux autres albums : Notorious (1986) et Big Thing (1988).
En 1989, il collabore avec Susanna Hoffs sur le projet Requiem For The Americas de Jonathan Elias.
En 1990, le guitariste Warren Cuccurullo et le batteur Sterling Campbell se joignent au groupe pour Liberty, mais le succès n'est plus vraiment au rendez-vous..
En 1993, Duran Duran parvient à retrouver le succès avec The Wedding Album. Durant la tournée mondiale promotionnelle, Le Bon souffre des cordes vocales et les concerts sont suspendus pendant 6 semaines.
En 1995, Duran Duran sort l'album de reprises Thank You. Le Bon reprend alors des titres de ses artistes favoris : Jim Morrison, Lou Reed ou encore Elvis Costello. Mais l'album est plutôt mal accueilli par les critiques. La même année, Le Bon interprète le tube Ordinary World de Duran Duran avec Luciano Pavarotti durant le concert caritatif « Children of Bosnia ».
Lorsque John Taylor quitte le groupe en 1997, Le Bon et Rhodes sont les deux derniers membres originaux. Toujours avec Cuccurullo, ils sortent Medazzaland (1997) et Pop Trash (2000), qui sont des échecs commerciaux et provoquent la rupture du contrat avec EMI.
En 1998, il fonde avec son ami Nick Wood et sa femme Yasmin Le Bon, le label SYN Entertainment (pour Simon Yasmin Nick) à Tōkyō.
En 2001, les membres originaux se reforment pour un nouvel album Astronaut, qui sortira finalement en 2004 chez Epic Records. Ils retrouvent un succès notamment avec le single (Reach Up For The) Sunrise, leur seule présence au Top 10 britannique depuis 10 ans.
En 2007, le groupe collabore avec Timbaland et Justin Timberlake pour Red Carpet Massacre qui rencontre un succès moindre.
En 2010, le groupe annonce la sortie de All You Need Is Now qui connaitra un grand succès commercial[réf. nécessaire].
En septembre 2015, le groupe sort un nouvel album, Paper Gods.
Seul, Simon Le Bon chante en duo avec Isabelle Adjani C'est lui sur l'album de celle-ci, Bande originale, sorti en 2023.

### Vie privée
Dans les années 1980, Simon Le Bon entretient une relation avec l'actrice et mannequin Claire Stansfield. En décembre 1985, il se marie avec le top model Yasmin Parvaneh. Ils auront trois filles : Amber Rose Tamara (25 août 1989), Saffron Sahara (25 septembre 1991) et Tallulah Pine (10 septembre 1994).

## Discographie

### Duran Duran
Albums studio
- 1981 : Duran Duran
- 1982 : Rio
- 1983 : Seven and the Ragged Tiger
- 1986 : Notorious
- 1988 : Big Thing
- 1990 : Liberty
- 1993 : Duran Duran (surnommé The Wedding Album[6])
- 1995 : Thank You
- 1997 : Medazzaland
- 2000 : Pop Trash
- 2004 : Astronaut
- 2007 : Red Carpet Massacre
- 2010 : All You Need Is Now
- 2015 : Paper Gods
- 2021 : Future Past

EPs
- 1982 : Carnival
- 1987 : Master Mixes

Albums live
- 1984 : Arena
- 2009 : Live at Hammersmith '82!
- 2012 : A Diamond in the Mind: Live 2011

Compilations et remixes
- 1989 : Decade: Greatest Hits
- 1998 : Night Versions: The Essential Duran Duran
- 1998 : Greatest
- 1999 : Strange Behaviour
- 2003 : Single Box Set 1981-1985
- 2004 : Single Box Set 1986-1995
- 2007 : The Essential Collection

### Arcadia
- 1985 : So Red the Rose

## Filmographie
- 1985 : Arena (An Absurd Notion) de Russell Mulcahy : lui-même